# FIHホッケー・ワールドリーグ
FIHホッケー・ワールドリーグ（FIH Hockey World League）は国際ホッケー連盟（FIH）が主催していたホッケーの国際大会。
2011年、FIHはそれまで開催されていた各国予選を統合し創設。ワールドカップ、及びオリンピックの予選をかねて実施され、準決勝ラウンド各会場上位3チームにW杯もしくは五輪の出場権が与えられることになった。
大会はFIHランキングの上位国に準決勝大会のシードがあり、決勝大会の開催国が決勝ラウンドにシードされる。
2017年、FIHは改編を実施し、本大会を廃止した上、ホッケー・プロリーグを創設した。

## 歴代結果

### 男子
| 2012–13 | インド・ニューデリー     | オランダ       | 7–2 | ニュージーランド | イングランド | 2–1            | オーストラリア |
| 2014–15 | インド・ラーイプル       | オーストラリア | 2–1 | ベルギー         | インド       | 5–5 (3–2 pen.) | オランダ       |
| 2016–17 | インド・ブバネーシュワル | オーストラリア | 2–1 | アルゼンチン     | インド       | 2–1            | ドイツ         |

### 女子
| 2012–13 | アルゼンチン                  | オランダ     | 5–1 | オーストラリア   | イングランド | 1–1 (4–2 pen.) | アルゼンチン   |        |
| 2014–15 | アルゼンチン                  | アルゼンチン | 5–1 | ニュージーランド | ドイツ       | 6–2            | 中華人民共和国 |        |
| 2016–17 | ニュージーランド オークランド | オランダ     | 3–0 | ニュージーランド | 韓国         | 1–0            | イングランド   | 53 / 8 |